# Kryha

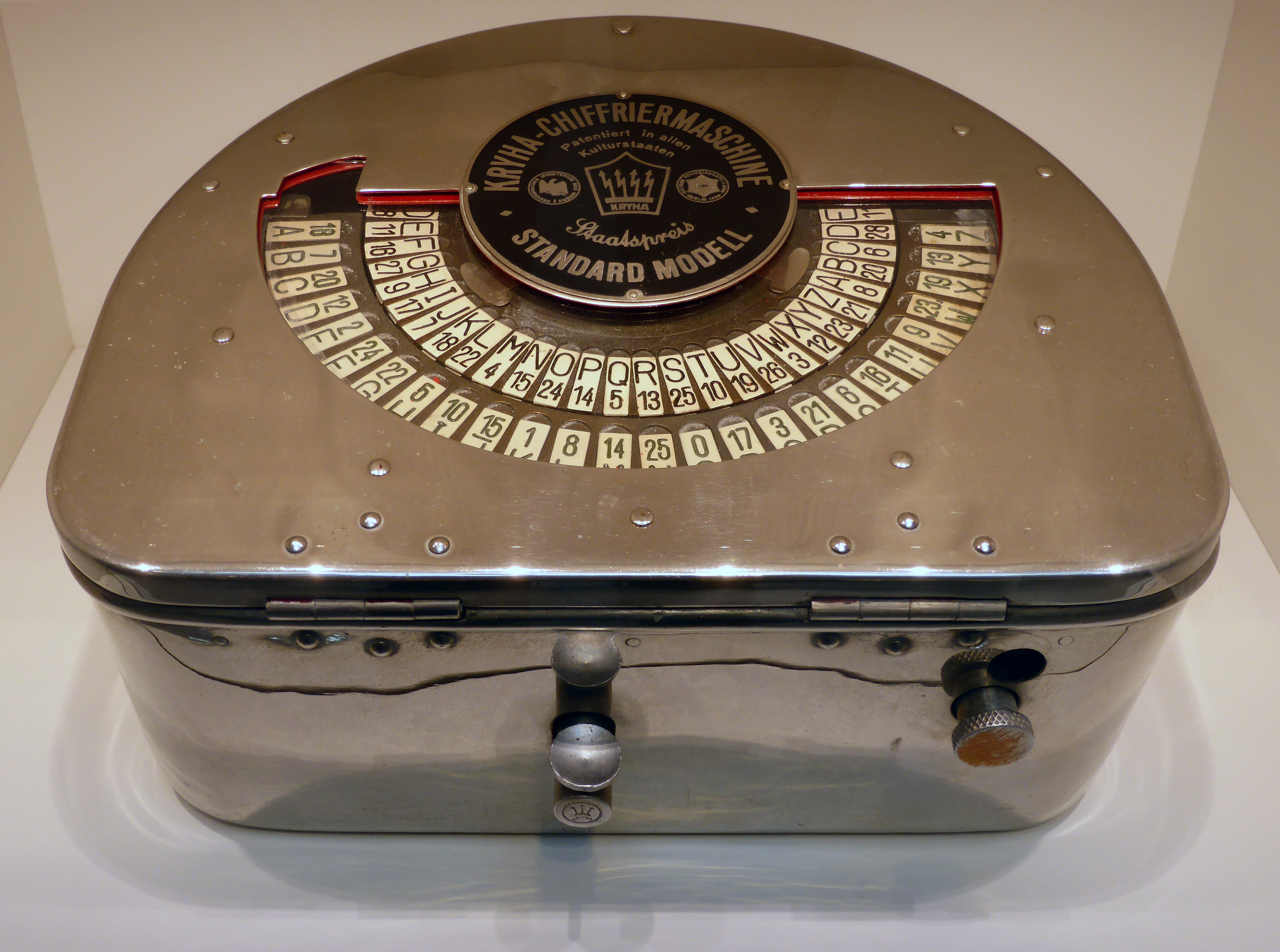
Kryha Verschlüsselungsmaschine

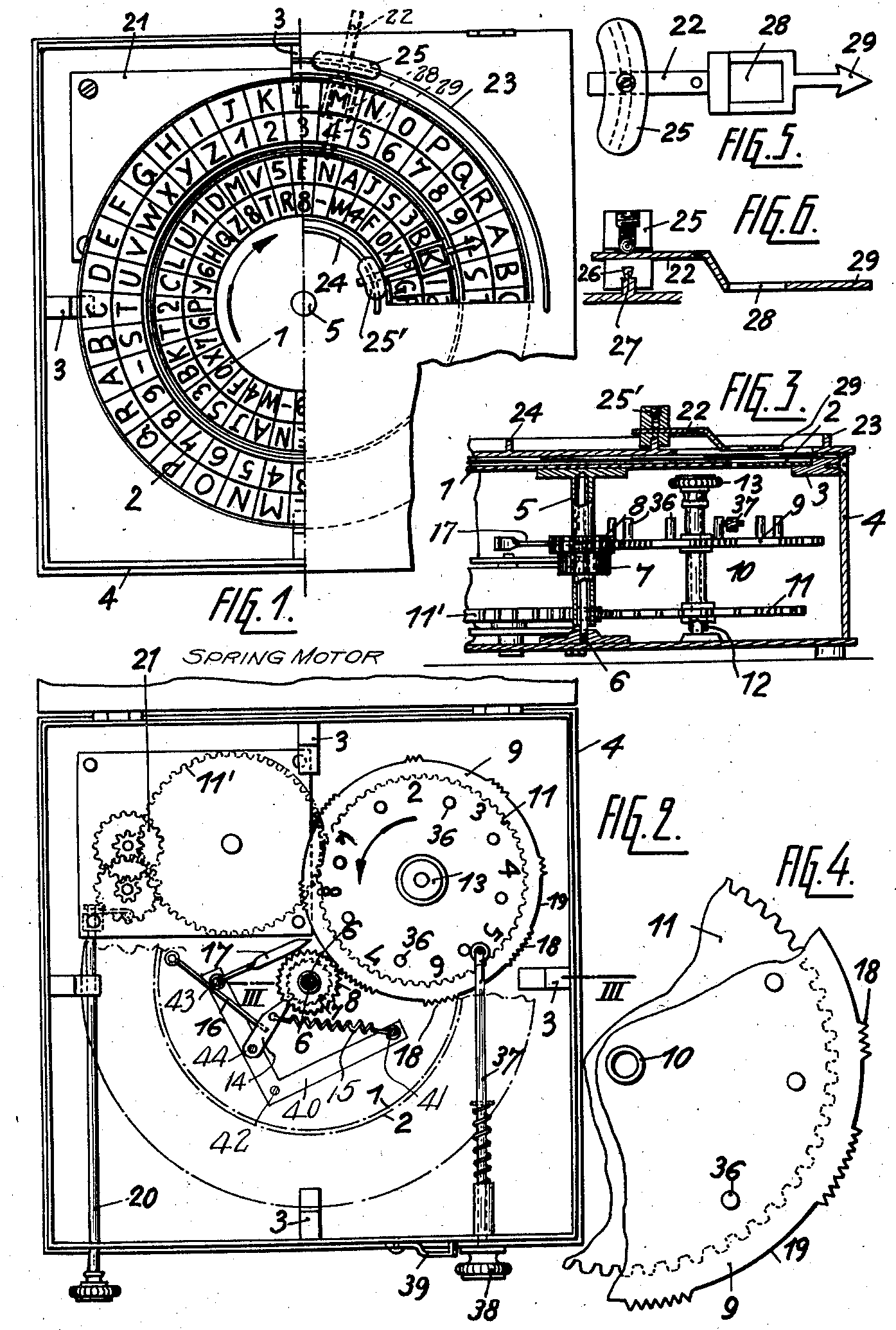
Zeichnung zum US-Patent

Die Kryha ist eine von Alexander von Kryha (1891–1955) in den 1920er Jahren entwickelte mechanische Chiffriermaschine mit einem festen periodischen Schlüssel.
Kryhas Idee war es, das Verdrehen einer Chiffrierscheibe mit Hilfe eines Federantriebs zu automatisieren. Im Jahr 1926 kam das Gerät als Kryha-Chiffriermaschine auf den Markt.

## Kryptoanalyse
Die Sicherheit der Maschine wurde vom Mathematiker Georg Hamel überprüft, der die Größe des Schlüsselraumes errechnete.
Im Jahr 1933 konnte William F. Friedman gemeinsam mit Solomon Kullback, Frank Rowlett und Abraham Sinkov eine mit Kryha verschlüsselte Botschaft bestehend aus 1135 Zeichen innerhalb von zwei Stunden und 41 Minuten entziffern. Trotz der damit nachgewiesenen Schwäche der Maschine wurde sie noch bis in die 1950er Jahre verwendet.